# Popovičský vrch
Popovičský vrch je 531 metrů vysoký kopec mezi obcemi Ludvíkovice a Huntířov v okrese Děčín vzdálený 5,5 km vzdušnou čarou od centra Děčína. Nachází se na území CHKO Labské pískovce, ale geomorfologicky patří do Českého středohoří, kde navazuje na Sokolí vrch a Pustý vrch.
Popovičský vrch je skalnatý hřbet orientovaný ve směru východ–západ. Tvoří ho tělesa olivinického nefelinitu obklopená pyroklastickými sedimenty. Je pojmenován po osadě Popovičky, která se nacházela pod severozápadním svahem a zanikla začátkem padesátých let 20. století. Vrchol je přístupný pěšinou procházející po celé délce hřbetu. Celý kopec je zalesněn. Ze zarostlého hřbetu jsou jen velmi omezené výhledy do okolí.[zdroj?]
Na opačné straně Děčína nad městskou částí Děčín XXIII - Popovice se nachází kopec s podobným jménem: Popovický vrch.

## Galerie

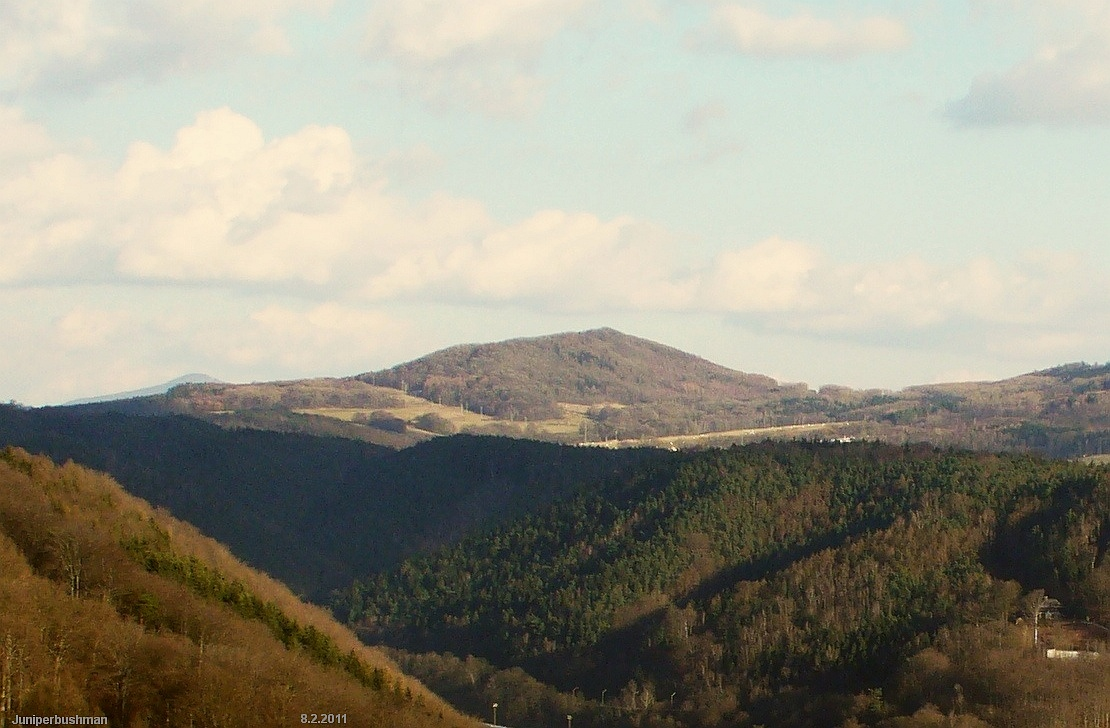
Popovičský vrch - pohled ze Špičáku.
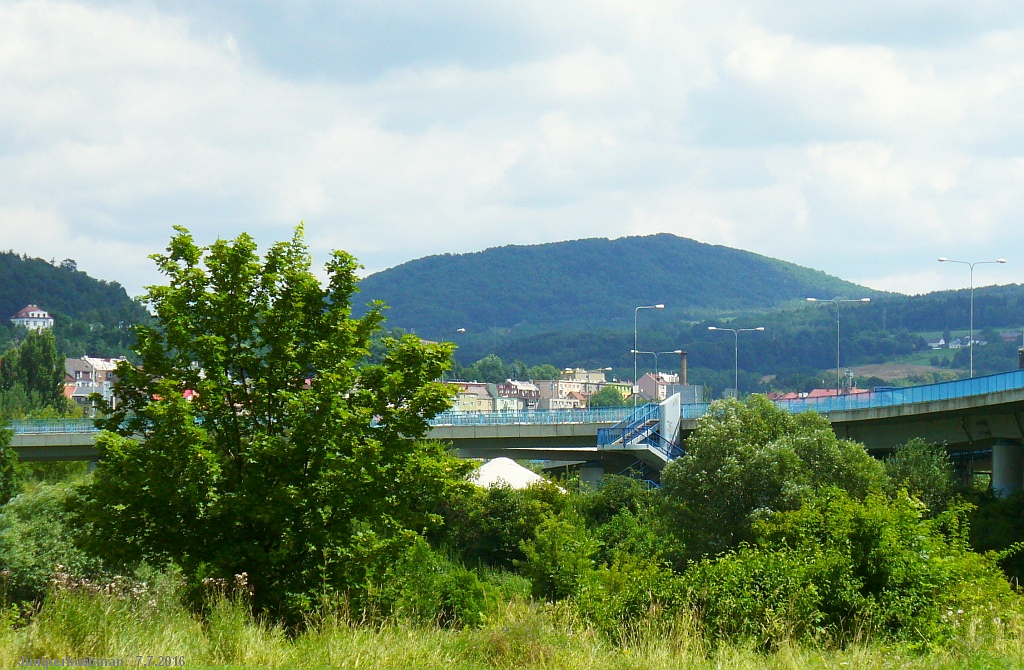
Pohled z Děčína.